# Bełła Burnaszewa
| Odkryte planetoidy: 13 | Odkryte planetoidy: 13 |
| ---------------------- | ---------------------- |
| (2010) Chebyshev       | 13 października 1969   |
| (2232) Altaj           | 15 września 1969       |
| (2259) Sofievka        | 19 lipca 1971          |
| (2327) Gershberg       | 13 października 1969   |
| (2697) Albina          | 9 października 1969    |
| (3406) Omsk            | 21 lutego 1969         |
| (3921) Klement'ev      | 19 lipca 1971          |
| (4109) Anokhin         | 17 lipca 1969          |
| (4465) Rodita          | 14 października 1969   |
| (5075) Goryachev       | 13 października 1969   |
| (5218) Kutsak          | 9 października 1969    |
| (6278) Ametkhan        | 10 października 1971   |
| (7318) Dyukov          | 17 lipca 1969          |

Bełła Aleksiejewna Burnaszewa (ros. Бэлла Алексеевна Бурнашева, ur. 1944) – rosyjska astronomka. W latach 1969–1971 odkryła 13 planetoid. Pracowała w Instytucie Astronomii Teoretycznej, a później jako programistka w Krymskim Obserwatorium Astrofizycznym.
Na jej cześć oraz jej męża Władisława Iwanowicza Burnaszewa, również astronoma, nazwano planetoidę (4427) Burnashev.